# Zamach w Sztokholmie (2017)
Zamach w Sztokholmie – akt terrorystyczny, który miał miejsce 7 kwietnia 2017 na terenie Sztokholmu, na ulicy Drottninggatan. Sprawca zamachu to 39-letni Uzbek sympatyzujący z Państwem Islamskim. Był on wcześniej znany służbom bezpieczeństwa.

## Przebieg

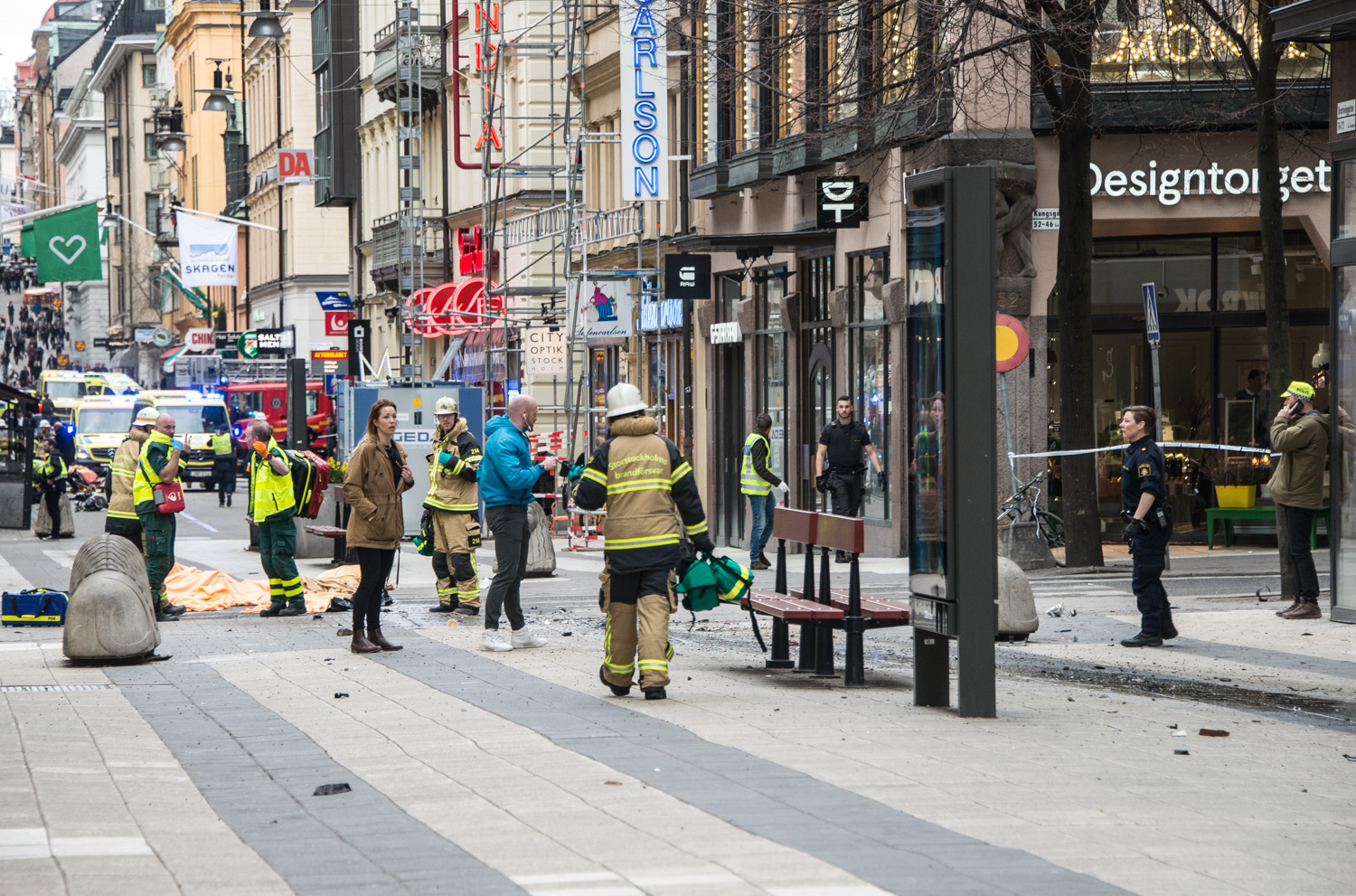
Miejsce ataku tuż po zdarzeniu

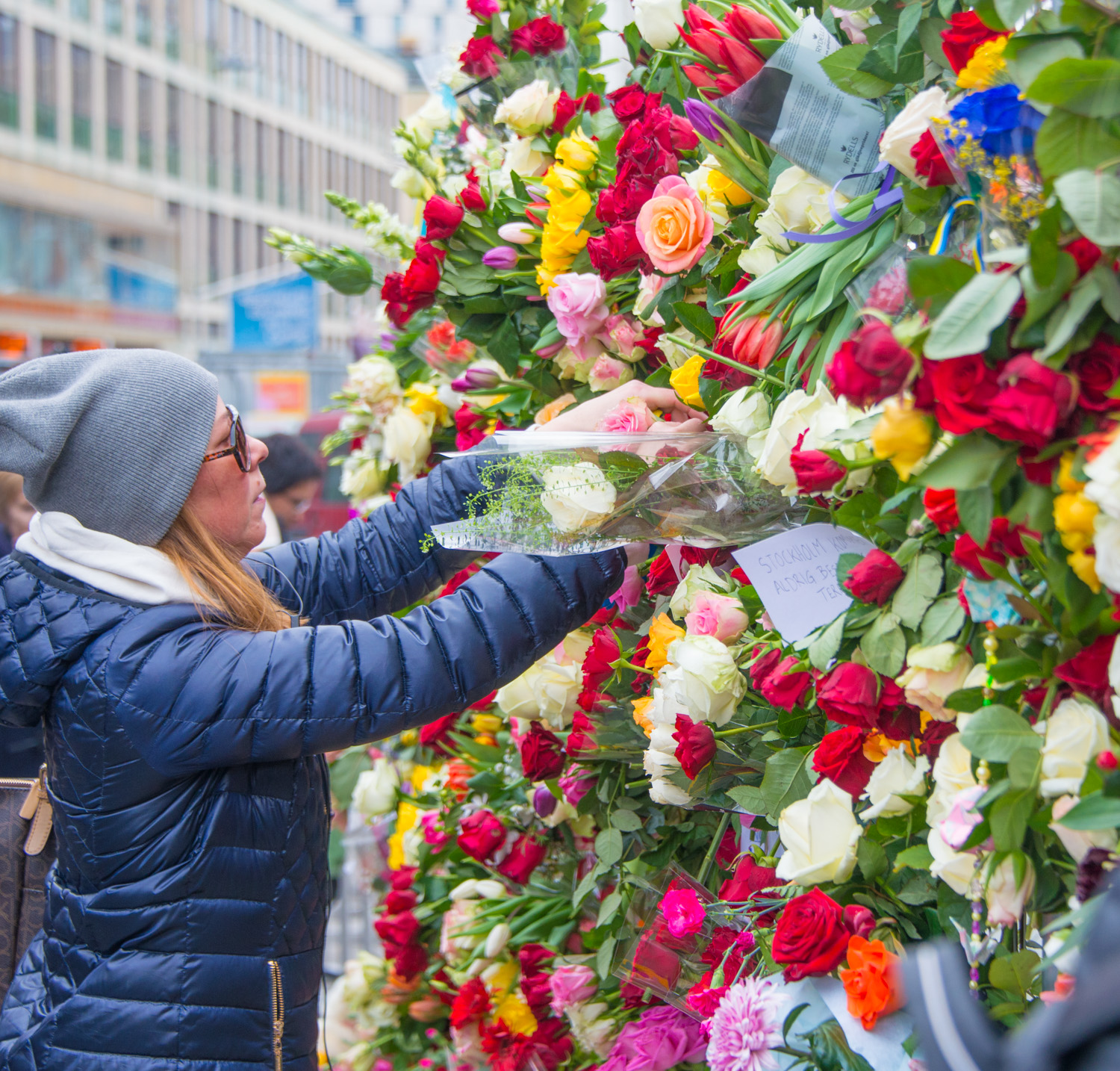
Kwiaty układane przez przechodniów przed domem handlowym Åhléns dzień po zamachu

Do zdarzenia doszło na terenie głównego deptaku, gdy napastnik wjechał skradzioną ciężarówką w tłum ludzi, a także w dom handlowy. W budynku wybuchł pożar, ale strażacy szybko ugasili płomienie. W międzyczasie sprawca zamachu wyskoczył z samochodu i uciekł. W ataku zginęło 5 osób, a 8 zostało rannych. Doszło również do strzelaniny. Policjanci zatrzymali zamaskowanego sprawcę. Według władz zdarzenie było zamachem terrorystycznym. W ciężarówce znaleziono torbę z bombą, która nie wybuchła.